# Вулиця Даргомижського (Київ, Куренівка)
Ву́лиця Даргоми́жського — зникла вулиця, що існувала в Подільському районі міста Києва, місцевість Куренівка. Пролягала від провулку Даргомижського до Сулимівської вулиці (нині — вулиця Ольжича).
Прилучалися Жмеринська вулиця, провулки Полянський та Сулимівський.

## Історія
Вулиця виникла у середині ХХ століття під назвою 477-а Нова. Назву Даргомижського вулиця набула 1955 року.
Ліквідована 1971 року у зв'язку зі зміною забудови.